# Vicki Baugh
Victoria Alexandria Baugh, detta Vicki (Sacramento, 21 maggio 1989), è un'ex cestista statunitense, professionista nella WNBA.

## Carriera
È stata selezionata dalle Tulsa Shock al terzo giro del Draft WNBA 2012 (25ª scelta assoluta).

## Palmarès
- Campionessa NCAA (2008)